# Liferea
Liferea, acronyme de Linux Feed Reader, est un agrégateur libre distribué sous licence GNU GPL, qui permet de lire plusieurs flux de type RSS/RDF, CDF, Atom, OCS, et OPML. Ce programme est développé avec la boîte à outils GTK et utilise certaines fonctionnalités de GNOME. Il peut être utilisé seul ou en complément du navigateur web Epiphany avec lequel il se combine.

## Fonctionnement
Les flux sont rangés dans un arbre pour un maximum de clarté et il est possible pour chaque flux de configurer l'intervalle de réactualisation. Liferea peut utiliser un serveur proxy pour les connexions sur Internet et gère même l'identification simple. Outre l'arbre servant à ranger les flux, deux volets servent à afficher (respectivement de haut en bas) la liste des articles du flux courant et le contenu de l'article sélectionné. Il est possible de choisir le moteur de rendu HTML mais c'est GtkHTML qui est utilisé par défaut. L'outil de recherche permet de trouver un article parmi l'ensemble des articles mis en cache. Depuis la version 0.4.4, la fenêtre principale peut être réduite sous forme d'icône dans la systray de GNOME et son statut est restauré au lancement suivant. Les vfolders, ajoutés dans la version 0.6.0, permettent de créer des flux qui sont en réalité des vues de l'ensemble des articles en cache correspondant à des critères de recherches spécifiés via l'interface de recherche.